# أبو القاسم السمناني
السيد أبو القاسم الحسيني السمناني. هو رجل دين ومتكلم ومفسر شيعي من أهل سمنان التي إليها نسبته السمناني، وله بعض المصنَّفات في التفسير والكلام والمناظرات، وقد ترجم له أحمد الحسيني في كتابه تراجم الرجال قائلاً عنه: ”مفسر فاضل، من أعلام القرن الحادي عشر“.

## مؤلفاته
من مؤلفاته ومصنَّفاته:
| - ذخيرة يوم الجزاء. تفسير للقرآن عده الطهراني من أحسن التفاسير من بعض الجهات. | - رسالة في التوحيد. تحتوي هذه الرسالة مناظرة بين المصنِّف وأحد علماء الهندوس في التوحيد. |

### كتب
- موسوعة مؤلفي الإمامية. مجمع الفكر الإسلامي، طبع قم - إيران، 1420 هـ، منشورات مجمع الفكر الإسلامي / معاونت آموزشي پژوهشي وزارت فرهنگ وارشاد إسلامي.
- تراجم الرجال. السيّد أحمد الحسيني، طبع قم - إيران، عام 1414 هـ، منشورات مكتبة آية الله العظمى المرعشي النجفي.
- الذريعة إلى تصانيف الشيعة. آغا بزرگ الطهراني، طبع بيروت - لبنان، تاريخ الطبع مفقود، منشورات دار الأضواء.

### إشارات مرجعية
1. ↑  
موسوعة مؤلفي الإمامية - ج2. ص. 403. مؤرشف من الأصل في 2019-12-08. {{استشهاد بكتاب}}: الوسيط |الأول= يفتقد |الأخير= (مساعدة)
2. ↑  الحسيني، أحمد. تراجم الرجال - ج1. ص. 43. مؤرشف من الأصل في 2019-12-08.
3. ↑  
موسوعة مؤلفي الإمامية - ج2. ص. 404. مؤرشف من الأصل في 2019-12-08. {{استشهاد بكتاب}}: الوسيط |الأول= يفتقد |الأخير= (مساعدة)
4. ↑  
الطهراني، آغا بزرگ. الذريعة إلى تصانيف الشيعة - ج10. ص. 22. مؤرشف من الأصل في 2020-03-03.